# BRIDGE〜あの橋をわたるとき〜
「BRIDGE〜あの橋をわたるとき〜」（ブリッジ あのはしをわたるとき）は、HOUND DOGの22枚目のシングル。1992年2月9日にイーストウエスト・ジャパンから発売。

## 解説
アルバム『BRIDGE』の先行シングルで、アサヒスーパードライのCMソング。この曲で、1992年2月7日にテレビ朝日系の音楽番組『ミュージックステーション』に初出演した。
ライブでは途中でファンが一斉にタオルを投げ上げるのが恒例となっている。

## チャート成績
オリコンシングルチャートでは初登場こそ20位であったが、CMに当時人気俳優だった加勢大周が出演したことがきっかけで相乗効果が出て、2週目は一気に3位にまで昇りつめ最高位2位を記録し、最大のヒットシングルとなっている。

## 収録曲
1. BRIDGE〜あの橋をわたるとき〜
作詞：大友康平・松井五郎　作曲：蓑輪単志・後藤次利　編曲：後藤次利
2. BRIDGE〜あの橋をわたるとき〜（カラオケ）

## カバー
| 曲名                         | アーティスト | 収録作品 | 発売日        | 規格品番              | 備考             |
| ---------------------------- | ------------ | -------- | ------------- | --------------------- | ---------------- |
| BRIDGE〜あの橋をわたるとき〜 | RIKI         | 『男唄』 | 2010年8月25日 | RZCD-46570/B (CD+DVD) |                  |
| BRIDGE〜あの橋をわたるとき〜 | RIKI         | 『男唄』 | 2010年8月25日 | RZCD-46571 (DVD)      |                  |
| BRIDGE〜あの橋をわたるとき〜 | RIKI         | 『男唄』 | 2010年8月25日 | RZC1-46623/B (CD+DVD) | ドン・キホーテ盤 |